# Robledillo de Mohernando
Robledillo de Mohernando è un comune spagnolo di 109 abitanti situato nella comunità autonoma di Castiglia-La Mancia.